# Pardelroller

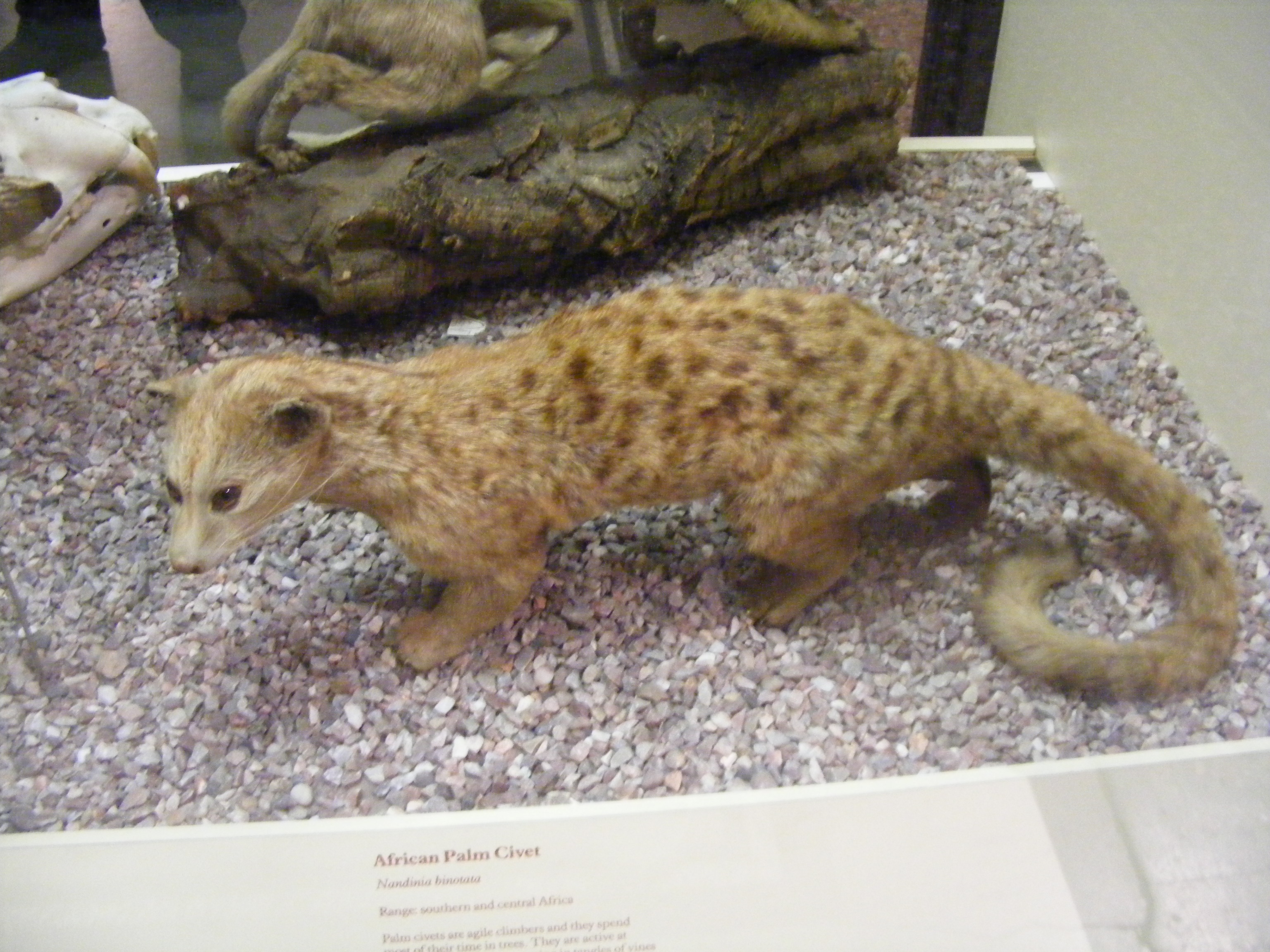
Pardelroller, Präparat im Manchester Museum

Der Pardelroller (Nandinia binotata) ist eine Raubtierart innerhalb der Katzenartigen (Feliformia). Er ist ein den Schleichkatzen ähnliches, baumbewohnendes Tier, das im mittleren Afrika lebt und sich vorwiegend von Früchten ernährt. Er ist mit keiner anderen Raubtierart näher verwandt und wird darum in einer eigenen monotypische Familie, den Nandiniidae, geführt.
Pardelroller sind nachtaktiv und leben in Waldgebieten auf Bäumen, sind jedoch vergleichsweise anpassungsfähig und können auch in entwaldeten Gebieten und in der Nähe von menschlichen Ansiedlungen vorkommen. Obwohl sie regional als Bushmeat, für medizinische Zwecke oder aufgrund ihres Fells gejagt werden, gehören sie zu den häufigsten Kleinraubtieren in ihren Verbreitungsgebieten.

## Merkmale

### Äußere Merkmale
Pardelroller erreichen eine Kopfrumpflänge von 37 bis 62,5 Zentimetern, wozu noch ein 34 bis 76,5 Zentimeter langer Schwanz kommt. Ihr Gewicht beträgt rund 1,2 bis 3 Kilogramm. Die Männchen sind etwas größer als die Weibchen. In ihrer gesamten Erscheinung sind Pardelroller unauffällige Tiere. Der Kopf ist breit, die Schnauze zugespitzt mit einer dunkelbraunen Nasenspitze. Die Ohren sind kurz mit breiter Basis und abgerundet, hinter jedem Ohr befindet sich ein dunkler Fleck. Die Iris der Augen ist braun-orange. Der Körper ist von einem kurzen, wolligen und dichten Fell bedeckt. Es ist graubraun bis dunkelbraun und am Rücken mit dunklen, unregelmäßig verteilten Flecken versehen. Entlang des Nackens verlaufen drei bis fünf dunkle Längsstreifen, an den Schultern befindet sich jeweils ein auffälliger, weißlich-gelber Fleck. Gegen die Rinde eines Baums ist diese Färbung fast nicht auszumachen. Die Bauchseite ist etwas heller gefärbt als der Rücken. In der Färbung des Fells und der Zeichnung können die Tiere regional und auch individuell stark variieren, Albinismus kommt nur extrem selten vor. Der Schwanz, der länger als der Rumpf ist, ist dicht behaart und mit 9 bis 15 dunklen Ringen versehen, die in der Regel an der Unterseite nicht geschlossen sind.
Die Gliedmaßen sind kurz und kräftig, sie sind nur leicht gefleckt. Die Pfoten enden in fünf teilweise einziehbaren Krallen. Die Tiere sind Sohlengänger mit gut ausgeprägten und großen Hand- bzw. Sohlenballen. Arttypische Merkmale sind die Behaarung der Fußsohlen zwischen den Sohlen- und den Zehenballen, die bei anderen Katzenartigen nicht vorhanden ist, sowie der vergleichsweise große Abstand zwischen den Zehenballen des dritten und vierten Zehs. Beide Geschlechter haben vor den Genitalien eine Duftdrüse, die eine gelbliche, moschusartige Flüssigkeit produziert. Diese Drüse ist flach und verglichen mit den Drüsen der Schleichkatzen sehr einfach gebaut. Weitere Duftdrüsen befinden sich am Kinn, an den Fußsohlen und bei säugenden Weibchen am Bauch. Die Weibchen besitzen zwei Paar Zitzen.

### Merkmale des Schädels
| 3 | · | 1 | · | 4 | · | 2 | = 40 |
| 3 | · | 1 | · | 4 | · | 2 | = 40 |

Der Schädel besitzt im Gegensatz zu dem aller anderen Katzenartigen eine Ohrkapsel, deren vorderer Bereich auch bei ausgewachsenen Tieren knorpelig ist. Die Schnauzenregion des Schädels ist verlängert, die Jochbögen relativ weit ausladend und die Sagittalkämme dünn und erhöht.
Die Tiere besitzen sowohl im Ober- wie im Unterkiefer pro Kieferhälfte drei Schneidezähne (Incisivi), einen Eckzahn (Caninus), vier Vormahlzähne (Praemolares) und zwei Mahlzähne (Molares), insgesamt also 40 Zähne. Der zweite Molar kann individuell fehlen.

### Karyotyp und Genetik
Der Karyotyp des Pardelrollers besteht aus einem diploiden Chromosomensatz von 2n=38 Chromosomen (FN=66). Die komplette mitochondriale DNA wurde aufgeklärt. Das mt-DNA-Genom besteht aus 17.103 Basenpaaren und es enthält 37 Gene, die typisch für ein Säugetiergenom sind. Von diesen exprimieren 13 Gene messenger-RNAs, die für Protein-Untereinheiten codieren, 22 für transfer-RNA sowie zwei für Ribosomale RNA.

## Verbreitung und Lebensraum

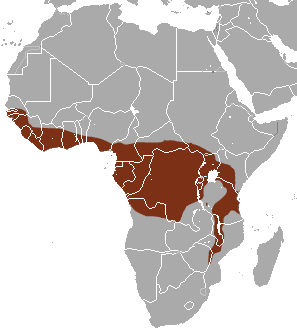
Verbreitungsgebiet des Pardelrollers laut IUCN

Pardelroller sind in den Waldgebieten im westlichen und mittleren Afrika beheimatet, ihr Verbreitungsgebiet erstreckt sich von Senegal und Gambia ostwärts bis in den südlichen Sudan und entlang der Ostküste Afrikas bis Simbabwe und Mosambik.
Ihre Lebensräume sind vorwiegend tropische Regenwälder, daneben finden sie sich auch in anderen Waldformen, etwa Galerie- und trockenere Laubwälder, manchmal auch in baumbestandenen Savannen. Im Gebirge, etwa in Kamerun oder Tansania, kommen Pardelroller bis in 2500 m Höhe vor. Sie reagieren relativ unempfindlich auf menschliche Störungen und können auch in Sekundärwäldern und teilweise gerodeten Regionen leben.

## Lebensweise
Pardelroller sind nachtaktive Baumbewohner. Tagsüber schlafen sie auf breiten, waagrechten Ästen, im Lianendickicht oder in Baumhöhlen, meist 12 bis 15 m über dem Boden. Dank ihrer teilweise behaarten Fußballen und ihrer plantigraden („sohlengängerischen“) Fußstellung sind sie ausgezeichnete Kletterer, die beispielsweise kopfunter einen Baumstamm hinabklettern können. Der Schwanz wird zur Balance eingesetzt und kann zur Unterstützung um einen Ast gewickelt werden, ist aber nicht als Greifschwanz entwickelt. Zudem können sie sich auf glatten Oberflächen wie Dächern fortbewegen und einen Meter weite oder bis zu 1,8 m hohe Sprünge vollziehen.

### Sozialverhalten
Die Tiere sind territoriale Einzelgänger, die sich nur für kurze Zeit zur Paarung zusammenfinden. Die Individuenzahl in einzelnen Gebieten variiert; in Gabun wurden etwa fünf Individuen pro Quadratkilometer registriert, in einigen Gebieten vor allem in Wassernähe auch acht Individuen pro Quadratkilometer. Im Bwindi Impenetrable National Park in Uganda konnten im Flachland durchschnittlich 2,2 Individuen pro Quadratkilometer und in Höhen über 2000 m 3,3 Individuen pro Quadratkilometer festgestellt werden.
Die Reviere der Männchen sind mit durchschnittlich 85 Hektar deutlich größer als die der Weibchen, die durchschnittlich 45 Hektar umfassen. Die Reviergrößen der Weibchen hängen vorwiegend vom vorhandenen Nahrungsangebot ab; die Reviere werden mit Drüsensekret markiert und überschneiden sich kaum mit anderen. Die Territorien der Männchen überlappen sich mit denen mehrerer Weibchen, wobei die Reviergröße eher von der Anzahl der Weibchen als von der Nahrung abhängig ist. Es gibt größere, dominierende Männchen, welche über umfangreichere Reviere und auch größere Duftdrüsen und Hoden verfügen als kleinere, untergeordnete Artgenossen. Die Reviere verschiedener Männchen können sich in einigen Fällen überschneiden, wobei sie mehrere Sektoren bilden. Zwar treffen Männchen nur selten aufeinander, in diesen Fällen kann es aber zu kämpferischen Auseinandersetzungen kommen. Dominante Männchen besuchen regelmäßig alle Sektoren ihrer Territorien, untergeordnete Männchen bleiben dagegen in der Regel in den Kernsektoren und vermeiden so Begegnungen mit dominanteren Männchen. Sie bleiben zudem kleiner und bilden aufgrund von Konkurrenzstress nur kleine Hoden und Duftdrüsen aus. Nicht geschlechtsreife Weibchen bleiben meist in den Revieren ihrer Mütter, Männchen verlassen die mütterlichen Reviere kurz nach der Entwöhnung.
Beide Geschlechter stoßen lange, klagende huu-Laute aus, insbesondere während der Paarungszeit, die bis zu einem Kilometer weit hörbar sind. Zusätzlich kommunizieren sie direkt über leisere Laute, etwa hustenartige Äußerungen. Eine wichtige Funktion bei der Kommunikation haben zudem die Duftdrüsen, mit denen unter anderem die Reviere markiert werden. Die Tiere reiben die Drüsen an Äste oder Baumstämme und verteilen so das Duftsekret, das teilweise einige Monate nachgewiesen und gerochen werden kann. Durch die Duftdrüsen zwischen den Zehen setzen die Tiere zudem Duftspuren beim Laufen ab.

### Ernährung
Pardelroller sind Allesfresser, die sich vorwiegend (zu rund 80 %) von Früchten ernähren. Der Verzehr erfolgt in fünf bis zehn Minuten, danach halten sie eine rund zweistündige Ruhepause auf einem nahegelegenen Baum. Bei reichhaltigem Nahrungsangebot können sich bis zu 15 Tiere auf einem einzigen Baum finden. Die Weibchen scheinen bei diesen Zusammentreffen Vorrang zu genießen. Die Tiere defäkieren bereits zwei bis drei Stunden nach der Aufnahme der Früchte. Sie spielen eine wichtige Rolle bei der Verteilung der Samen.
Die restlichen 20 % der Nahrung machen tierische Kost aus, etwa Nagetiere, kleine Primaten, Insekten sowie Vögel und deren Eier. Sie stürzen sich auf die Beute, pressen sie mit den Vorderpfoten gegen den Untergrund und töten sie mit Bissen in den ganzen Körper. Manchmal fressen sie auch Aas.
Tiere, die in der Nähe des Menschen leben, fressen häufig auch Feldfrüchte oder dringen in Ställe ein, wo sie Geflügel reißen können. Es gibt Berichte, wonach Tiere in Gefangenschaft Alkohol zu sich nehmen, vermutlich ist ihr Körper durch den Verzehr überreifer oder bereits gärender Früchte daran angepasst.

### Fortpflanzung und Entwicklung
Ein- oder zweimal im Jahr bringt das Weibchen nach rund 64-tägiger Tragzeit durchschnittlich zwei Jungtiere zur Welt. Die Paarung ist saisonal, die Geburten fallen häufig in das Ende der Regen- oder den Beginn der Trockenzeit und damit in die Zeit mit der größten Nahrungsverfügbarkeit. Dabei finden etwa in Gabun die meisten Geburten vom September bis Januar statt, niemals jedoch von März bis Juni. Neugeborene wiegen rund 56 Gramm, sind Nesthocker und haben zunächst die Augen und Ohren geschlossen. Die Jungtiere erreichen nach sechs bis neun Monaten die Ausmaße und das Gewicht der erwachsenen Tiere, begleiten die Mutter aber schon vorher auf deren nächtlichen Streifzügen.
Das dokumentierte Höchstalter in menschlicher Obhut beträgt 16 bis 18 Jahre.

### Prädatoren
Wie andere Kleinraubtiere werden auch Pardelroller von verschiedenen Prädatoren erbeutet. Als Fressfeinde spielen vor allem größere Raubtiere, Schlangen und Greifvögel eine Rolle.

## Systematik

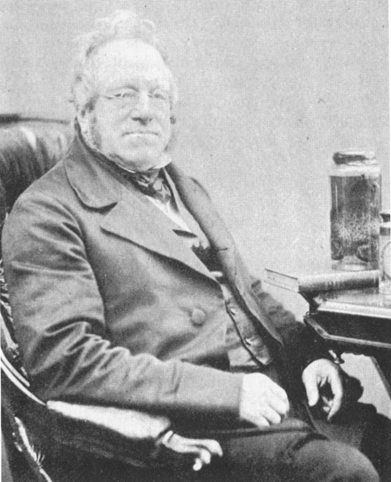
Der Pardelroller wurde von John Edward Gray wissenschaftlich beschrieben.

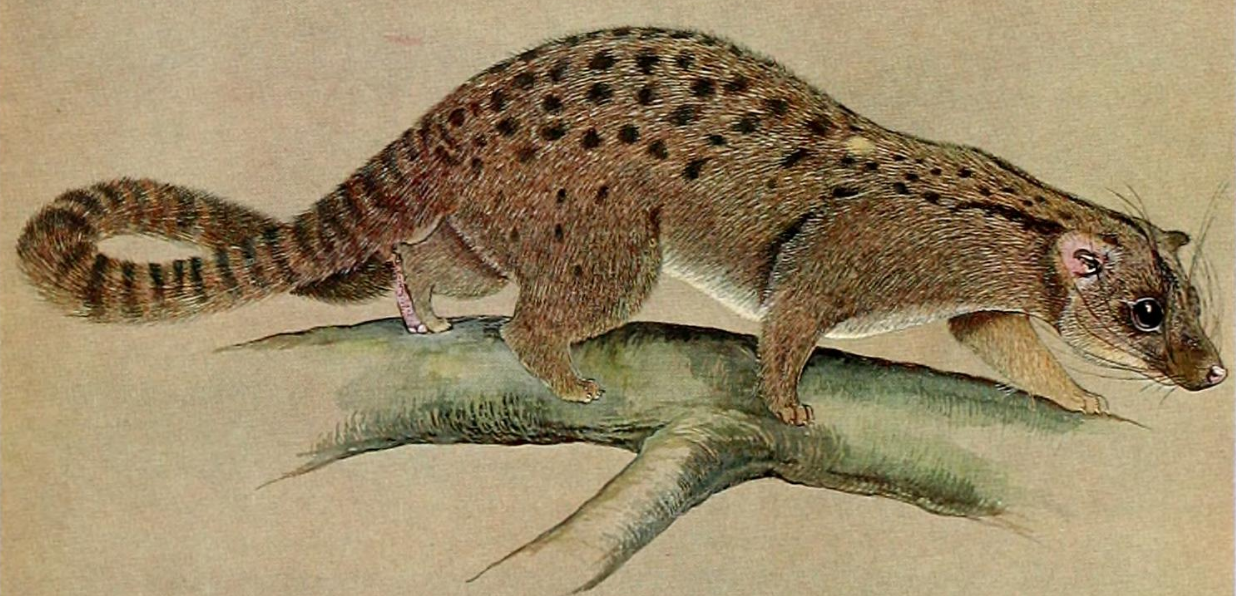
Pardelroller aus The carnivores of West Africa, 1974

Der Pardelroller wurde von John Edward Gray im Jahr 1830 als Viverra binotata wissenschaftlich beschrieben und den Zibetkatzen zugeordnet. Er änderte die Zuordnung bereits 1832 in Paradoxorus? binotatus und stellte sie in die Verwandtschaft der asiatischen Musangs (Paradoxurus), wobei er mit Paradoxurus hamiltonii zugleich eine weitere Art beschrieb. 1843 synonymisierte er beide und stellt die Art in die neu geschaffene monotypische Gattung Nandinia. 1864 fasste er diese Gattung mit Paradoxorus, dem Larvenroller (Paguma larvata) und der nicht mehr validen Gattung Arctogale in die Tribus Paradoxurina innerhalb der Schleichkatzen zusammen.
Reginald Innes Pocock beschrieb 1929 in der 14. Auflage der Encyclopædia Britannica die Nandiniidae als eigenständige Familie, in die er nur den Pardelroller einordnete und diesen somit von den Schleichkatzen (Viverridae) abgrenzte. Er wurde jedoch weiterhin von zahlreichen Zoologen bis zum Ende des 20. Jahrhunderts in die Schleichkatzen eingeordnet, wo man ihn weiterhin in die Verwandtschaft der Palmenroller einordnete oder als eigene Unterfamilie Nandiniinae führte. Von diesen unterscheidet sich der Pardelroller aber unter anderem durch den Bau des Schädels und vor allem des Innenohrs und den Aufbau der Duftdrüsen. Dies führte dazu, dass die Art etwa von Herluf Winge 1941 als einzige rezente Art einer Familie Amphictidae einordnet wurde, die neben dem Pardelroller auch fossile Arten wie Amphictis, Miacis und Didymictis enthielt. Die taxonomische Verwirrung geht dagegen weitgehend auf ursprüngliche Raubtiermerkmale im Schädelbau und Konvergenzen zurück, die der Pardelroller sowohl mit den innerhalb der Schleichkatzen basal eingeordneten Palmenrollern als auch mit anderen schleichkatzenähnlichen Raubtieren wie den Linsangs (Prionodontidae) und den Madagassischen Raubtiere (Eupleridae) teilt und die zudem auch bei fossilen Stammlinienvertretern wie Proailurus nachgewiesen sind. Heute gilt der Pardelroller entsprechend als einziger Vertreter der damit monotypischen Familie Nandiniidae.
|  | Hyänen (Hyaenidae)                                                                               |
|  |                                                                                                  |
|  | \| \| Mangusten (Herpestidae) \| \| \| \| \| \| Madagassische Raubtiere (Eupleridae) \| \| \| \| |
|  |                                                                                                  |
|  | Mangusten (Herpestidae)                                                                          |
|  |                                                                                                  |
|  | Madagassische Raubtiere (Eupleridae)                                                             |
|  |                                                                                                  |

|  | Mangusten (Herpestidae)              |
|  |                                      |
|  | Madagassische Raubtiere (Eupleridae) |
|  |                                      |

|  | Hyänen (Hyaenidae)                                                                               |
|  |                                                                                                  |
|  | \| \| Mangusten (Herpestidae) \| \| \| \| \| \| Madagassische Raubtiere (Eupleridae) \| \| \| \| |
|  |                                                                                                  |
|  | Mangusten (Herpestidae)                                                                          |
|  |                                                                                                  |
|  | Madagassische Raubtiere (Eupleridae)                                                             |
|  |                                                                                                  |

|  | Mangusten (Herpestidae)              |
|  |                                      |
|  | Madagassische Raubtiere (Eupleridae) |
|  |                                      |

|  | Linsangs (Prionodontidae) |
|  |                           |
|  | Katzen (Felidae)          |
|  |                           |

|  | Hyänen (Hyaenidae)                                                                               |
|  |                                                                                                  |
|  | \| \| Mangusten (Herpestidae) \| \| \| \| \| \| Madagassische Raubtiere (Eupleridae) \| \| \| \| |
|  |                                                                                                  |
|  | Mangusten (Herpestidae)                                                                          |
|  |                                                                                                  |
|  | Madagassische Raubtiere (Eupleridae)                                                             |
|  |                                                                                                  |

|  | Mangusten (Herpestidae)              |
|  |                                      |
|  | Madagassische Raubtiere (Eupleridae) |
|  |                                      |

|  | Hyänen (Hyaenidae)                                                                               |
|  |                                                                                                  |
|  | \| \| Mangusten (Herpestidae) \| \| \| \| \| \| Madagassische Raubtiere (Eupleridae) \| \| \| \| |
|  |                                                                                                  |
|  | Mangusten (Herpestidae)                                                                          |
|  |                                                                                                  |
|  | Madagassische Raubtiere (Eupleridae)                                                             |
|  |                                                                                                  |

|  | Mangusten (Herpestidae)              |
|  |                                      |
|  | Madagassische Raubtiere (Eupleridae) |
|  |                                      |

|  | Linsangs (Prionodontidae) |
|  |                           |
|  | Katzen (Felidae)          |
|  |                           |

|  | Hyänen (Hyaenidae)                                                                               |
|  |                                                                                                  |
|  | \| \| Mangusten (Herpestidae) \| \| \| \| \| \| Madagassische Raubtiere (Eupleridae) \| \| \| \| |
|  |                                                                                                  |
|  | Mangusten (Herpestidae)                                                                          |
|  |                                                                                                  |
|  | Madagassische Raubtiere (Eupleridae)                                                             |
|  |                                                                                                  |

|  | Mangusten (Herpestidae)              |
|  |                                      |
|  | Madagassische Raubtiere (Eupleridae) |
|  |                                      |

|  | Hyänen (Hyaenidae)                                                                               |
|  |                                                                                                  |
|  | \| \| Mangusten (Herpestidae) \| \| \| \| \| \| Madagassische Raubtiere (Eupleridae) \| \| \| \| |
|  |                                                                                                  |
|  | Mangusten (Herpestidae)                                                                          |
|  |                                                                                                  |
|  | Madagassische Raubtiere (Eupleridae)                                                             |
|  |                                                                                                  |

|  | Mangusten (Herpestidae)              |
|  |                                      |
|  | Madagassische Raubtiere (Eupleridae) |
|  |                                      |

|  | Linsangs (Prionodontidae) |
|  |                           |
|  | Katzen (Felidae)          |
|  |                           |

|  | Hyänen (Hyaenidae)                                                                               |
|  |                                                                                                  |
|  | \| \| Mangusten (Herpestidae) \| \| \| \| \| \| Madagassische Raubtiere (Eupleridae) \| \| \| \| |
|  |                                                                                                  |
|  | Mangusten (Herpestidae)                                                                          |
|  |                                                                                                  |
|  | Madagassische Raubtiere (Eupleridae)                                                             |
|  |                                                                                                  |

|  | Mangusten (Herpestidae)              |
|  |                                      |
|  | Madagassische Raubtiere (Eupleridae) |
|  |                                      |

|  | Hyänen (Hyaenidae)                                                                               |
|  |                                                                                                  |
|  | \| \| Mangusten (Herpestidae) \| \| \| \| \| \| Madagassische Raubtiere (Eupleridae) \| \| \| \| |
|  |                                                                                                  |
|  | Mangusten (Herpestidae)                                                                          |
|  |                                                                                                  |
|  | Madagassische Raubtiere (Eupleridae)                                                             |
|  |                                                                                                  |

|  | Mangusten (Herpestidae)              |
|  |                                      |
|  | Madagassische Raubtiere (Eupleridae) |
|  |                                      |

|  | Linsangs (Prionodontidae) |
|  |                           |
|  | Katzen (Felidae)          |
|  |                           |

|  | Hyänen (Hyaenidae)                                                                               |
|  |                                                                                                  |
|  | \| \| Mangusten (Herpestidae) \| \| \| \| \| \| Madagassische Raubtiere (Eupleridae) \| \| \| \| |
|  |                                                                                                  |
|  | Mangusten (Herpestidae)                                                                          |
|  |                                                                                                  |
|  | Madagassische Raubtiere (Eupleridae)                                                             |
|  |                                                                                                  |

|  | Mangusten (Herpestidae)              |
|  |                                      |
|  | Madagassische Raubtiere (Eupleridae) |
|  |                                      |

|  | Hyänen (Hyaenidae)                                                                               |
|  |                                                                                                  |
|  | \| \| Mangusten (Herpestidae) \| \| \| \| \| \| Madagassische Raubtiere (Eupleridae) \| \| \| \| |
|  |                                                                                                  |
|  | Mangusten (Herpestidae)                                                                          |
|  |                                                                                                  |
|  | Madagassische Raubtiere (Eupleridae)                                                             |
|  |                                                                                                  |

|  | Mangusten (Herpestidae)              |
|  |                                      |
|  | Madagassische Raubtiere (Eupleridae) |
|  |                                      |

|  | Linsangs (Prionodontidae) |
|  |                           |
|  | Katzen (Felidae)          |
|  |                           |

|  | Hyänen (Hyaenidae)                                                                               |
|  |                                                                                                  |
|  | \| \| Mangusten (Herpestidae) \| \| \| \| \| \| Madagassische Raubtiere (Eupleridae) \| \| \| \| |
|  |                                                                                                  |
|  | Mangusten (Herpestidae)                                                                          |
|  |                                                                                                  |
|  | Madagassische Raubtiere (Eupleridae)                                                             |
|  |                                                                                                  |

|  | Mangusten (Herpestidae)              |
|  |                                      |
|  | Madagassische Raubtiere (Eupleridae) |
|  |                                      |

|  | Hyänen (Hyaenidae)                                                                               |
|  |                                                                                                  |
|  | \| \| Mangusten (Herpestidae) \| \| \| \| \| \| Madagassische Raubtiere (Eupleridae) \| \| \| \| |
|  |                                                                                                  |
|  | Mangusten (Herpestidae)                                                                          |
|  |                                                                                                  |
|  | Madagassische Raubtiere (Eupleridae)                                                             |
|  |                                                                                                  |

|  | Mangusten (Herpestidae)              |
|  |                                      |
|  | Madagassische Raubtiere (Eupleridae) |
|  |                                      |

|  | Linsangs (Prionodontidae) |
|  |                           |
|  | Katzen (Felidae)          |
|  |                           |

|  | Hyänen (Hyaenidae)                                                                               |
|  |                                                                                                  |
|  | \| \| Mangusten (Herpestidae) \| \| \| \| \| \| Madagassische Raubtiere (Eupleridae) \| \| \| \| |
|  |                                                                                                  |
|  | Mangusten (Herpestidae)                                                                          |
|  |                                                                                                  |
|  | Madagassische Raubtiere (Eupleridae)                                                             |
|  |                                                                                                  |

|  | Mangusten (Herpestidae)              |
|  |                                      |
|  | Madagassische Raubtiere (Eupleridae) |
|  |                                      |

|  | Hyänen (Hyaenidae)                                                                               |
|  |                                                                                                  |
|  | \| \| Mangusten (Herpestidae) \| \| \| \| \| \| Madagassische Raubtiere (Eupleridae) \| \| \| \| |
|  |                                                                                                  |
|  | Mangusten (Herpestidae)                                                                          |
|  |                                                                                                  |
|  | Madagassische Raubtiere (Eupleridae)                                                             |
|  |                                                                                                  |

|  | Mangusten (Herpestidae)              |
|  |                                      |
|  | Madagassische Raubtiere (Eupleridae) |
|  |                                      |

|  | Linsangs (Prionodontidae) |
|  |                           |
|  | Katzen (Felidae)          |
|  |                           |

|  | Hyänen (Hyaenidae)                                                                               |
|  |                                                                                                  |
|  | \| \| Mangusten (Herpestidae) \| \| \| \| \| \| Madagassische Raubtiere (Eupleridae) \| \| \| \| |
|  |                                                                                                  |
|  | Mangusten (Herpestidae)                                                                          |
|  |                                                                                                  |
|  | Madagassische Raubtiere (Eupleridae)                                                             |
|  |                                                                                                  |

|  | Mangusten (Herpestidae)              |
|  |                                      |
|  | Madagassische Raubtiere (Eupleridae) |
|  |                                      |

|  | Hyänen (Hyaenidae)                                                                               |
|  |                                                                                                  |
|  | \| \| Mangusten (Herpestidae) \| \| \| \| \| \| Madagassische Raubtiere (Eupleridae) \| \| \| \| |
|  |                                                                                                  |
|  | Mangusten (Herpestidae)                                                                          |
|  |                                                                                                  |
|  | Madagassische Raubtiere (Eupleridae)                                                             |
|  |                                                                                                  |

|  | Mangusten (Herpestidae)              |
|  |                                      |
|  | Madagassische Raubtiere (Eupleridae) |
|  |                                      |

|  | Linsangs (Prionodontidae) |
|  |                           |
|  | Katzen (Felidae)          |
|  |                           |

Genetische Untersuchungen haben zudem gezeigt, dass sie mit den Schleichkatzen nicht näher verwandt sind, sondern eine eigenständige Linie innerhalb der Katzenartigen bilden und vermutlich die Schwestergruppe der übrigen Katzenartigen darstellen. Durch die Analyse mitochondrialer DNA wurde 2021 bestätigt, dass die Nandiniidae als ursprünglichste Gruppe innerhalb der Katzenartigen und als Schwestergruppe eines gemeinsamen Taxons aus Katzen und Schleichkatzen zu betrachten sind und sich von diesen zum Übergang des Oligozän zum Eozän vor etwa 34 Millionen Jahren getrennt haben, ältere Studien gehen von 36 bis 54 Millionen Jahren aus. Nach dieser Analyse trennten sich die Stammlinien nach einer starken globalen Abkühlung um etwa 5 °Celsius, während der zahlreiche Säugetierlinien ausgestorben und andere entstanden sind, wobei sich die moderneren Katzenartigen an eine offene Vegetation anpassten während der Palmroller entsprechend seiner Vorfahren wald- und baumlebend blieb.
Innerhalb der Art werden basierend auf der Fellzeichnung mit der Nominatform vier Unterarten unterschieden:
- Nandinia binotata binotata Gray, 1830: Die Nominatform kommt von Gambia bis zur Demokratischen Republik Kongo sowie auf der Insel Bioko im Golf von Guinea vor.
- Nandinia binotata arborea Heller, 1913[8]: Die Unterart lebt in Kenia, dem Südsudan, dem Norden von Tansania und Uganda. Bei dieser Unterart sind die Nackenstreifen nur schmal und der untere Bereich des Körpers ist ungefleckt, die Schwanzringe sind dünn. Die Erstbeschreibung basierte auf einem männlichen Tier aus der Region nahe Kisumu im damaligen Britisch-Ostafrika,[8] heute Kenia.
- Nandinia binotata gerrardi Thomas, 1893[9]: Die von Oldfield Thomas 1893 aus Nyassaland, heute Malawi, beschriebene Unterart lebt in Malawi, Mosambik, dem Süden und Osten von Tansania, dem nordöstlichen Sambia und dem östlichen Simbabwe sowie auf der Insel Sansibar. Die beiden der Beschreibung zugrundeliegenden Typen wurden von John Kirk auf der zweiten Afrika-Expedition des Missionars und Entdeckers David Livingstone gesammelt und über M.H. Johnston an das British Museum in London geschickt, wo sie von Thomas bearbeitet und als eigene zweite Art Nandinia gerrardi beschrieben wurden.[9] Er benannte sie nach Edward Gerrard, einem langjährigen Museumsmitarbeiter und Assistenten von John Edward Gray.[9] Bei dieser Form fehlen die dunklen Nackenstreifen und der Körper ist nur leicht gefleckt. Zudem sind die Schwanzringe sehr eng und scharf abgegrenzt.
- Nandinia binotata intensa Cabrera & Ruxton, 1926: Die Unterart lebt in Angola, dem Süden der Demokratischen Republik Kongo und im nordwestlichen Sambia. Bei dieser Unterart ist das Fell insgesamt rötlicher und heller in der Färbung und die Fleckung ist deutlich schwarz hervorgehoben.

## Pardelroller und Menschen

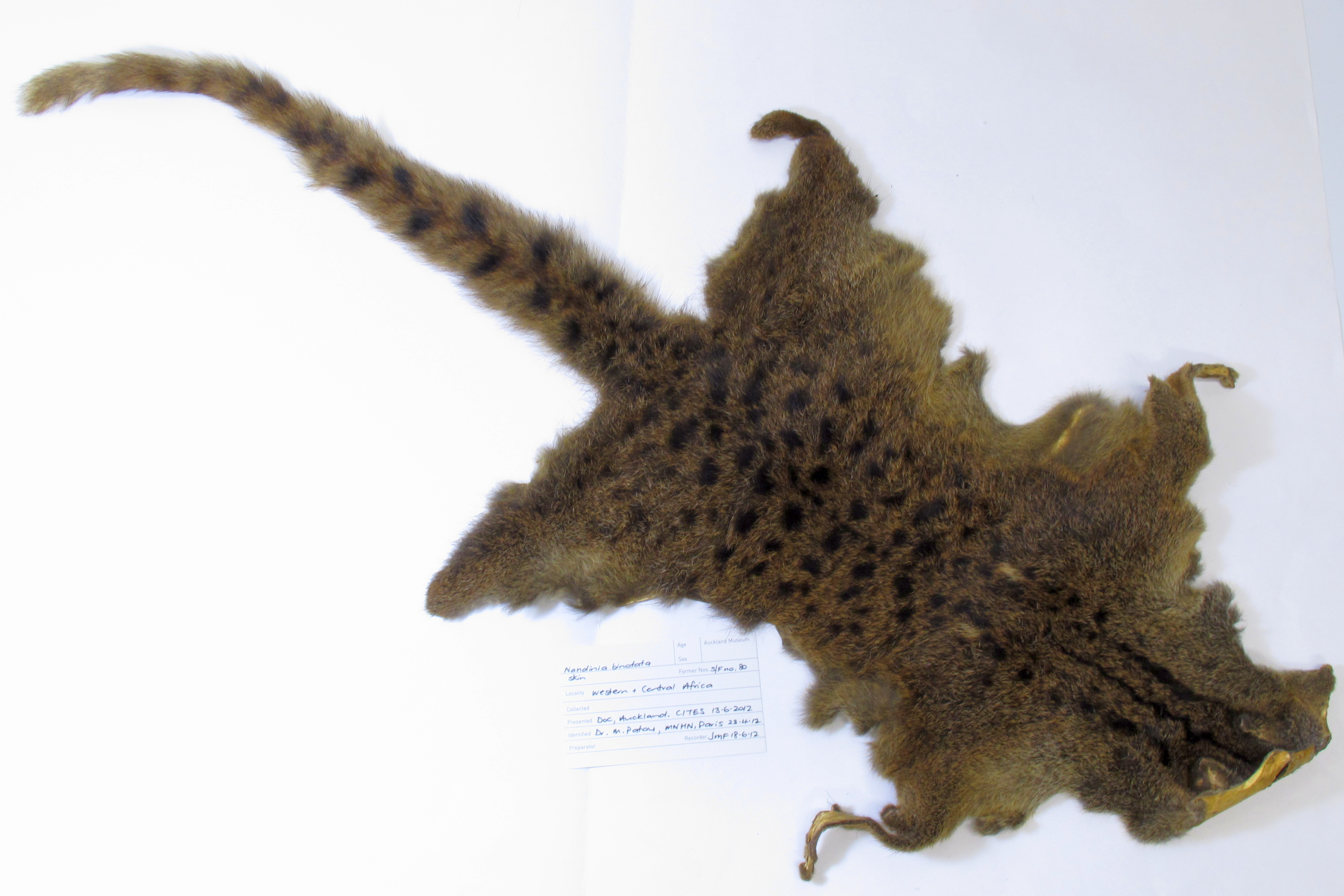
Pelz eines Pardelrollers

Pardelroller sind sehr häufig, werden aber aufgrund ihrer nächtlichen und verborgenen Lebensweise selten wahrgenommen. Die Bestände sind mancherorts zurückgegangen, insgesamt ist die Art aber weit verbreitet und laut IUCN „nicht gefährdet“ (least concern) und gehören wahrscheinlich zu den häufigsten Kleinraubtieren der afrikanischen Wälder. Sie kommen oft auch in der Nähe menschlicher Siedlungen und in teilweise entwaldeten Gebieten vor und werden als nicht anspruchsvoll in Bezug auf ihren Lebensraum eingeschätzt. Trotz ihrer Anpassungsfähigkeit wird angenommen, dass Lebensraumverluste, wie sie in weiten Teilen Afrikas durch Entwaldungen stattfinden, die Bestände der Art regional und insgesamt reduziert haben.
Im Bereich menschlicher Ansiedlungen ernähren sich die Tiere teilweise auch von Feldfrüchten und erbeuten Geflügel, wodurch sie mancherorts als Schädlinge bejagt werden. Regional werden sie als Haustiere gehalten oder wegen ihres Fleisches (Bushmeat) und ihrer Verwendung in der traditionellen Medizin bejagt. In Gabun wird das Fell des Pardelrollers speziell zur Beseitigung von Flüchen verwendet und in einigen Regionen wird es für die Herstellung von Zeremonialkleidern und für die Herstellung von Armbändern, Hüten und zur Abdeckung des Bogens verwendet. Nach dem Washingtoner Artenschutzübereinkommen (CITES) ist die Art zudem nicht Handel bedroht und entsprechend nicht gelistet.
Pardelroller sind lokal, vor allem in Kamerun, ein Erregerreservoir der Schlafkrankheit, spielen als Überträger aber wahrscheinlich nur eine untergeordnete Rolle.

## Belege
1. 1 2 3 4 5 6 7 8 9 10 11 12 13 14 15 16 17 18 19 20 21 22 23 24 25 26 27 28 29 30 31  Philippe Gaubert: Genus Nandinia In: Don E. Wilson, Russell A. Mittermeier (Hrsg.): Handbook of the Mammals of the World. Volume 1: Carnivores. Lynx Edicions, Barcelona 2009, ISBN 978-84-96553-49-1, S. 52–53.
2. 1 2 3 4 5 6 7 8 9 10 11 12 13 14 15  Philippe Gaubert: Family Nandiniidae (African Palm Civet) In: Don E. Wilson, Russell A. Mittermeier (Hrsg.): Handbook of the Mammals of the World. Volume 1: Carnivores. Lynx Edicions, Barcelona 2009, ISBN 978-84-96553-49-1, S. 50–51.
3. 1 2 3  John R. Wible, Michelle Spaulding: On the Cranial Osteology of the African Palm Civet, Nandinia binotata (Gray, 1830) (Mammalia, Carnivora, Feliformia). Annals of Carnegie Museum, 82(1), 2013, S. 1–114. doi:10.2992/007.082.0101.
4. ↑  Alexandre Hassanin: The complete mitochondrial genome of the African palm civet, Nandinia binotata, the only representative of the family Nandiniidae (Mammalia, Carnivora). In: Mitochondrial DNA Part A, Band 27, Nr. 2, 2016, S. 904–905. doi:10.3109/19401736.2014.926478.
5. ↑  John Edward Gray: List of the specimens of Mammalia in the collection of the British museum. London, The Trustees, 1843, S. 54. (Digitalisat).
6. 1 2 3 4  Don E. Wilson & DeeAnn M. Reeder (Hrsg.): Nandiniidae in Mammal Species of the World. A Taxonomic and Geographic Reference (3rd ed).
7. 1 2 3  Alexandre Hassanin, Géraldine Veron, Anne Ropiquet, Bettine Jansen van Vuuren, Alexis Lécu, Steven M. Goodman, Jibran Haider, Trung Thanh Nguyen: Evolutionary history of Carnivora (Mammalia, Laurasiatheria) inferred from mitochondrial genomes. PLOS One, 16. Februar 2021. doi:10.1371/journal.pone.0240770.
8. 1 2  Edmund Heller: New Antelopes and Carnivores from British East Africa. Washington, Smithsonian Institution, 1913, S. 9–10. (Digitalisat).
9. 1 2 3  Oldfield Thomas: Description of a second species of the carnivorous genus Nandinia, from Southern Nyassaland. The Annals and magazine of natural history; zoology, botany, and geology 12, series 6, 1893, S. 205–205. (Digitalisat).
10. 1 2 3  Nandinia binotata in der Roten Liste gefährdeter Arten der IUCN 2021. Eingestellt von: P. Gaubert, L. Bahaa-el-din, J. Ray, E. Do Linh San, 2015. Abgerufen am 18. Oktober 2021.